# İbradi
İbradi là một huyện thuộc tỉnh Antalya, Thổ Nhĩ Kỳ. Huyện có diện tích 1267 km² và dân số thời điểm năm 2007 là 4693 người, mật độ 4 người/km².